# Bahnhof Ismaning
Der Bahnhof Ismaning ist ein Tunnelbahnhof der S-Bahn München in der nordöstlich von München gelegenen Gemeinde Ismaning.

## Streckenbau und erstes Bahnhofsgebäude
Im Sekundärbahnengesetz des Königreichs Bayern wurde im Jahr 1904 der Bau einer 14,5 Kilometer langen Lokalbahn vom Münchner Ostbahnhof bis zum Endpunkt Ismaning festgelegt und dafür ein Budget von rund 2,8 Millionen Mark angesetzt. Die Bauarbeiten begannen im Winter 1905/1906. Von der Trasse zweigte zwischen Johanneskirchen und Unterföhring eine gleichzeitig zu erbauende Stichbahn nach Schwabing ab, der heutige Münchner Nordring. Der Jahresbericht 1909 der Königlich Bayerischen Staats-Eisenbahnen beschreibt den Streckenverlauf nach Ismaning:

„Die Lokalbahn nach Ismaning verläßt den Ostbahnhof München am östlichen Ende und verläuft auf eigenem Bahnkörper parallel zur Simbacher Hauptbahn, zunächst in östlicher Richtung, wobei die Staatsstraße nach Wasserburg schienenfrei überquert wird. Bei km 3,0 biegt die Bahn nach Norden ab, überkreuzt in Schienenhöhe die Staatsstraße nach Mühldorf und führt östlich von Denning und Engelschalking zum Bahnhof Johanneskirchen, der zugleich die Abstoßstation für die Zweiglinie nach Schwabing bildet. Von km 9,0 an nimmt die Bahn einen nordöstlichen Verlauf und erreicht nach Überschreitung des Seebachs die auf der Ostseite des Ortes gelegene Endstation Ismaning.“

Am 5. Juni 1909 wurden die Strecke und der Bahnhof Ismaning eröffnet. Wegen der geringen Verkehrsbedeutung wurde das Empfangsgebäude nur als einstöckiger Holzbau ausgeführt, der einen zur Gleisseite hin offenen Unterstand, das Bahnhofsstellwerk, einen Lagerraum und einen Verkaufsstand enthielt. Die beiden Bahnsteiggleise wurden nördlich des Bahnhofs auf einer kurzen Strecke bis zur heutigen Aschheimer Straße fortgeführt und über eine Weiche verbunden, um ein Umsetzen von Lokomotiven zu ermöglichen. Als drittes Gleis war ein Ladegleis vorhanden. Südlich des Empfangsgebäudes wurde eine Lager- und Ladefreifläche angelegt (heute Standort eines Park+Ride-Parkhauses).
Bis zum Ersten Weltkrieg verkehrten zwischen Ismaning und Ostbahnhof sieben Zugpaare täglich, die fahrplanmäßige Fahrzeit betrug 31 Minuten. Ab 21. Oktober 1927 wurde der elektrische Betrieb ohne wesentlichen Fahrzeitgewinn aufgenommen. Nach dem Zweiten Weltkrieg verkehrten werktags 15 Zugpaare mit Abfahrten nach München von 05:02 Uhr morgens bis 00:17 Uhr nachts. In den 1960er Jahren wurde der Verkehr auf nur noch vier Verbindungen täglich ausgedünnt, der späteste Kurs nach München verkehrte bereits vor 20 Uhr abends. Die Strecke galt als von der Stilllegung bedroht, weil der Verkehrsbedarf auch über Busse zur nur sieben Kilometer entfernten Endhaltestelle der Münchner Straßenbahn am Effnerplatz abdeckbar schien.

## S-Bahn-Einbindung und Verlängerungspläne

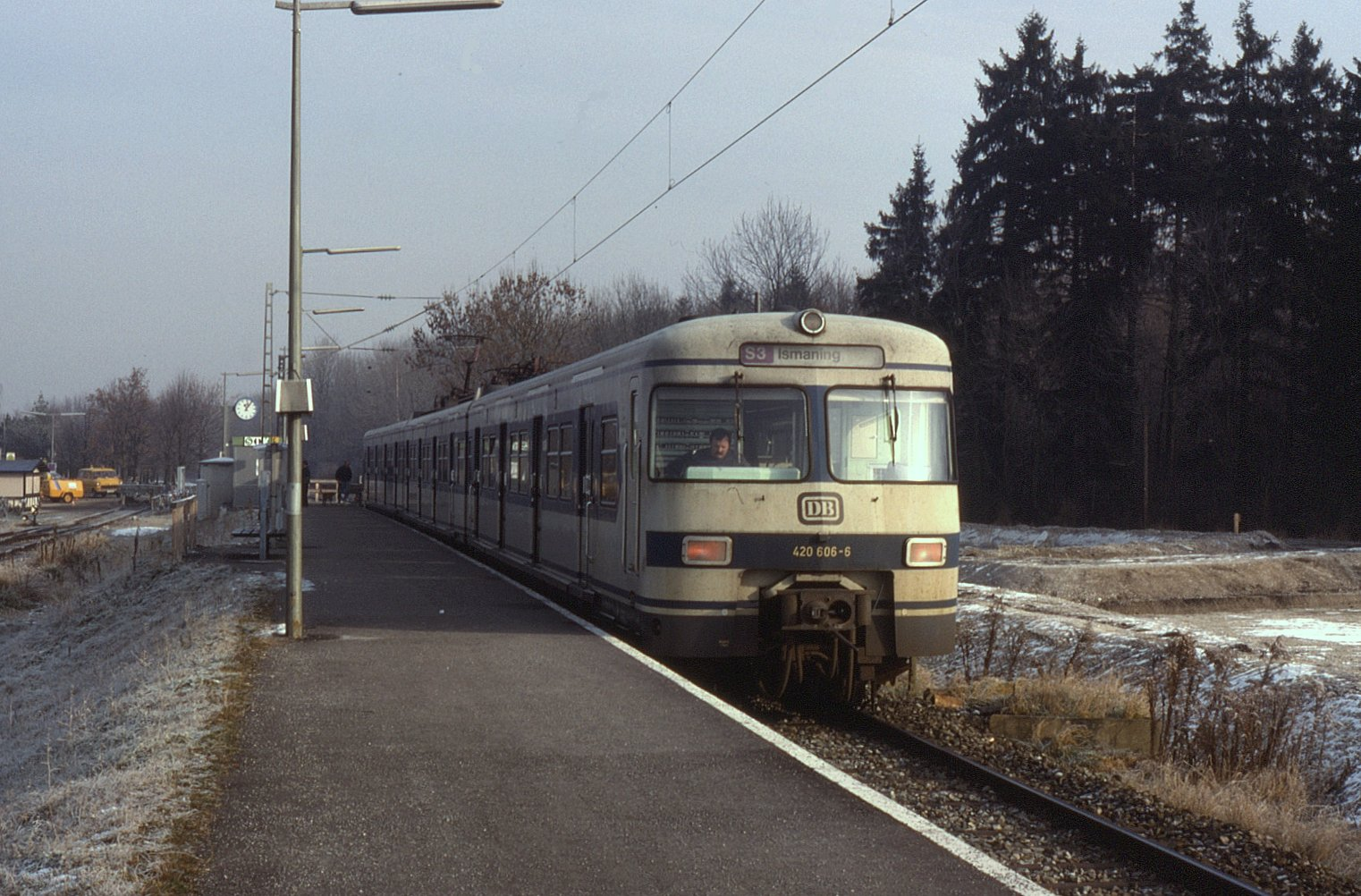
DB-Baureihe 420 in Pop-Lackierung im Behelfsbahnhof südlich von Ismaning im Dezember 1989

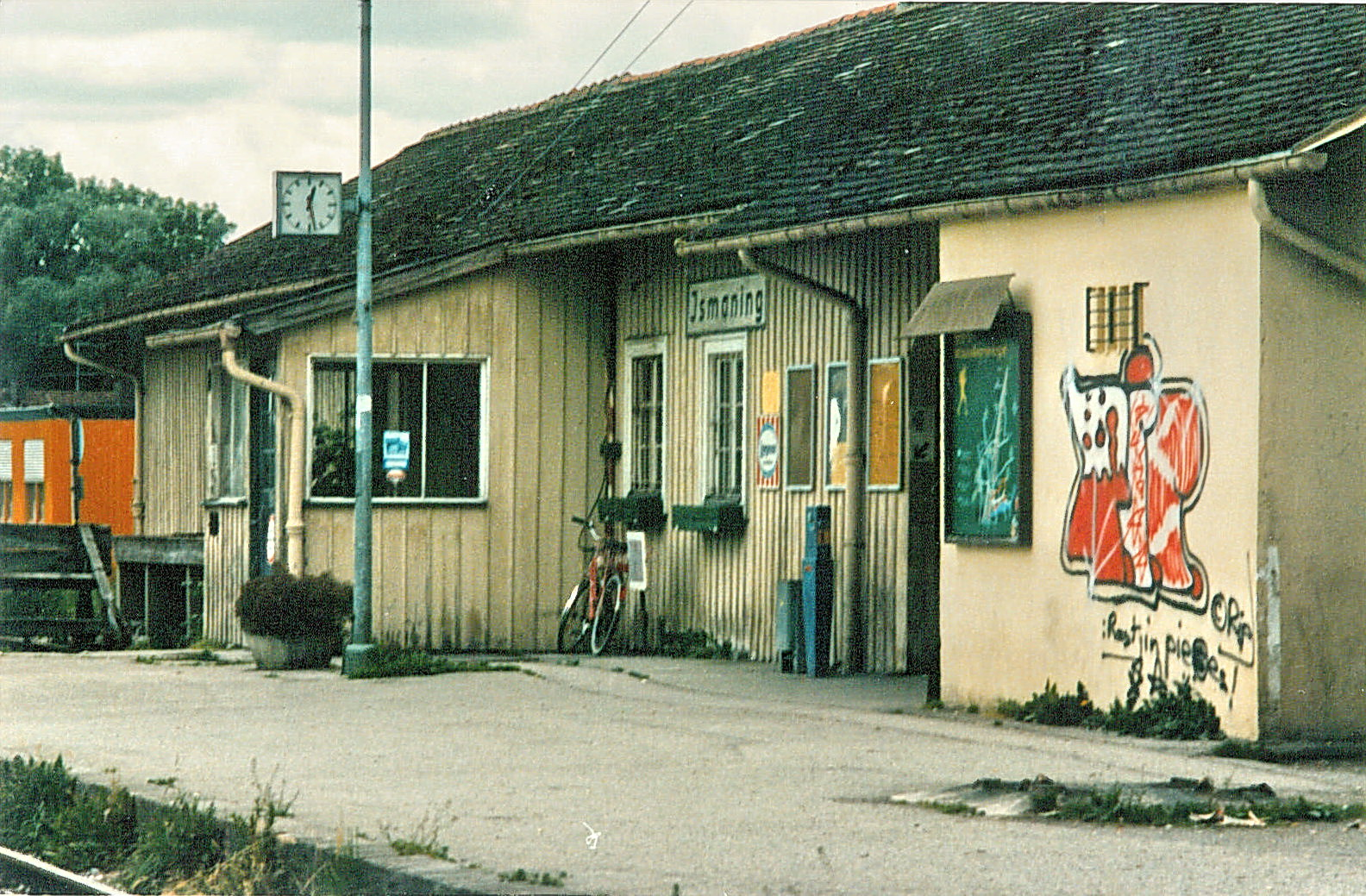
Altes Bahnhofsgebäude bis 1989

Die ab 1969 absehbare Bedeutung für die Anbindung eines geplanten Flughafens und die Einrichtung eines regionalen S-Bahn-Netzes retteten die Strecke: Am 27. Mai 1972 wurde der Betrieb auf ihr vorübergehend eingestellt, um sie für die Einbindung in den S-Bahn-Verkehr zu ertüchtigen. Der Haltepunkt Föhringer Kanal ▼, der zwischen Ismaning und Unterföhring am Bauhof des Mittlere-Isar-Kanals lag, wurde an diesem Tag allerdings endgültig stillgelegt. Eineinhalb Jahre später, am 30. September 1973, begann der S-Bahn-Betrieb nach Ismaning als nordöstlicher Streckenast der damaligen Linie S 3 von Nannhofen über München-Pasing – München Hauptbahnhof – München Ostbahnhof nach Ismaning.
Die Flughafenplanung war bereits der dritte Anlass, aus dem heraus eine Weiterführung der Strecke über Ismaning hinaus diskutiert wurde: Erstmals war dies 1905 thematisiert worden, als der Stadtmagistrat Erding – erfolglos – eine Verlängerung bis Erding anregte. 1944 war das Gebiet des städtischen Guts Karlshof nördlich von Ismaning als Alternativstandort eines zuvor nahe Unterföhring geplanten Bahn-Ausbesserungswerks vorgesehen, was kriegsbedingt nie realisiert wurde. 1974 nahm die Verlängerungsplanung nun konkrete Formen an, weil die Ismaninger Strecke zur Anbindung des neuen Münchner Flughafens im Erdinger Moos vorgesehen war. Die Gemeinde Ismaning stimmte im ersten Planfeststellungsverfahren der Verlängerung auf der baulich ohnehin freigehaltenen Trasse nördlich des Bahnhofs zunächst vorbehaltlos zu.

## Tunnellösung und Bahnhofsneubau

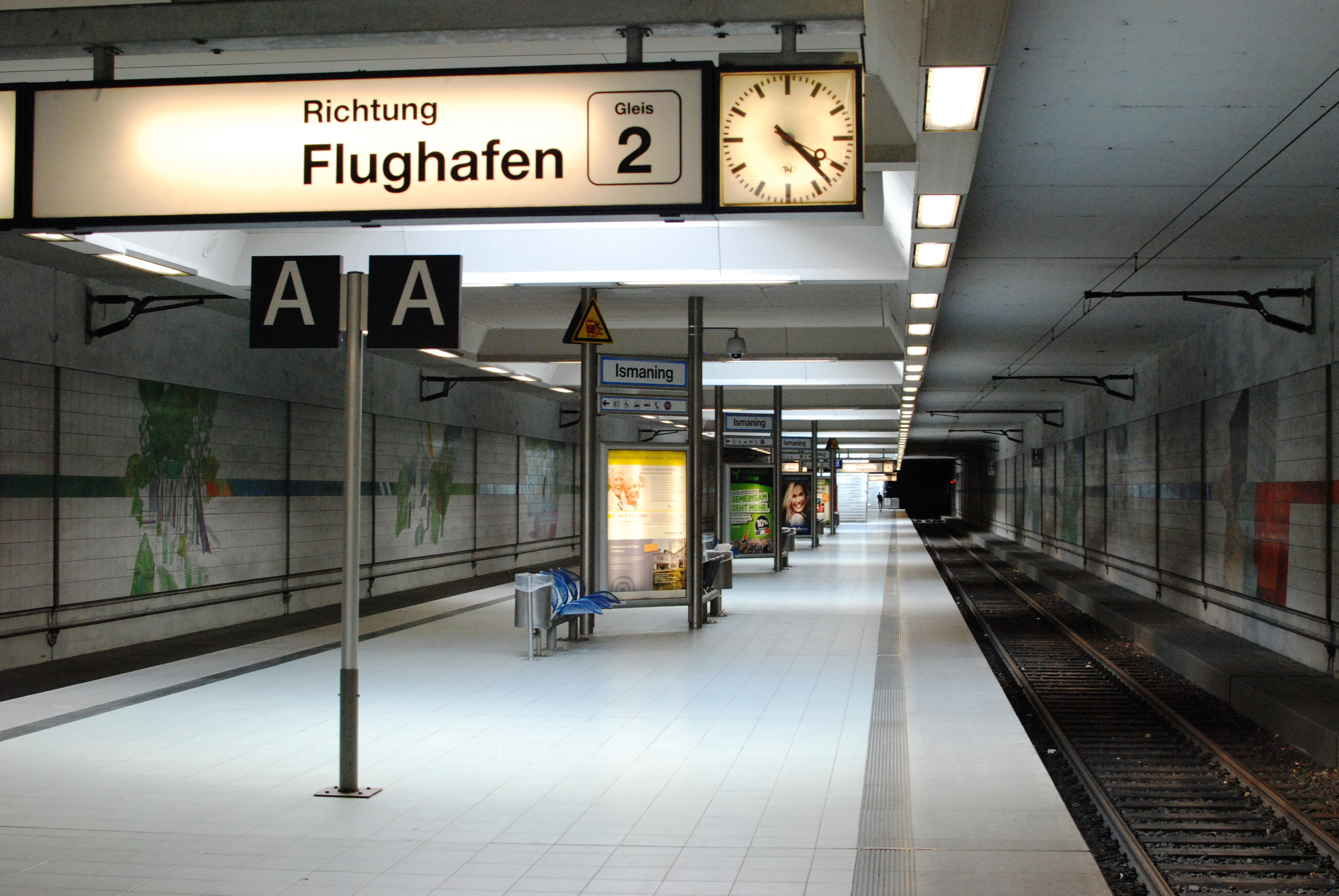
Tunnelbahnhof Ismaning

Wegen Verzögerungen bei der Realisierung des Flughafens war Mitte der 1980er Jahre ein erneutes Planungsverfahren notwendig. Die geplante oberirdische Streckenführung führte nun zu Bürgerprotesten, weil eine Riegelwirkung zwischen den östlichen Ortsteilen und dem Dorfzentrum befürchtet wurde. Die Forderungen nach einer 2,5 Kilometer langen Untertunnelung wurde von der Deutschen Bundesbahn unter Verweise auf Baukostenschätzungen von rund 250 Millionen Mark abgelehnt. Nach Zweifeln an dieser Kostenschätzung wurden im Planfeststellungsverfahren 1988 rund 10.500 Einsprüche gegen die ebenerdige Streckenführung eingereicht. Da die mit Rechtsstreitigkeiten verbundenen Bauverzögerungen eine rechtzeitige Fertigstellung der Flughafenanbindung gefährdet hätten, ging die Deutsche Bundesbahn im November 1988 auf eine Kompromisslösung ein, die eine Kombination aus Tunnel- und Grabenführung vorsah. Die Baukosten wurden nun mit 80 Millionen Mark angesetzt.
Die Gemeinde Ismaning beschloss 1989, die zusätzlichen Kosten für die Überdeckung der geplanten Grabenabschnitte zu übernehmen, so dass ein durchgängiger Tunnel vom südlichen Ortsrand bis kurz hinter den nunmehr notwendigen Tunnelbahnhof entstehen konnte. Eine weitere Absenkung der Trasse bis zur Kreuzung mit der Bundesstraße 471 am nördlichen Ortsrand wurde von der Deutschen Bundesbahn abgelehnt, weil in Bahnhofsnähe eine höhengleiche Güterverladestation als notwendig betrachtet wurde, die einen ebenen Gleisverlauf erforderte. Die B 471 wurde deshalb mit einem Überführungsbauwerk über die ebenerdig angelegten Bahngleise geführt, die Verladestation aber nie realisiert.
Während der Bauzeit des Tunnels von 1989 bis 1992 endeten die S-Bahnen an einem Behelfsbahnhof ▼ im Süden Ismanings. Der Tunnelbahnhof wurde am 7. März 1992 eröffnet. Bis zum 20. November 2005 war der Ismaninger Bahnhof neben dem Tunnelbahnhof am Flughafen der einzige unterirdische S-Bahn-Bahnhof außerhalb der S-Bahn-Stammstrecke in München. Seit 21. November 2005 ist auch der Haltepunkt Unterföhring unterirdisch.
| Linie | Verlauf | Takt   |
| ----- | --- | ------ |
| S8    | Herrsching – Seefeld-Hechendorf – Steinebach – Weßling – Neugilching – Gilching-Argelsried – Geisenbrunn – Germering-Unterpfaffenhofen – Harthaus – Freiham – Neuaubing – Westkreuz – Pasing – Laim – Hirschgarten – Donnersbergerbrücke – Hackerbrücke – Hauptbahnhof – Karlsplatz (Stachus) – Marienplatz – Isartor – Rosenheimer Platz – Ostbahnhof – Leuchtenbergring – Daglfing – Englschalking – Johanneskirchen – Unterföhring – Ismaning – Hallbergmoos – Flughafen Besucherpark – Flughafen München | 20 min |